# Lanvellec
Lanvellec [lɑ̃vɛlɛk] (en breton : Lanvaeleg) est une commune française située dans le département des Côtes-d'Armor en région Bretagne, plus précisément dans le pays du Trégor.
Plusieurs théories s'opposent quant à l'étymologie du nom de la commune, le rapportant tantôt au mot beleg (« prêtre », en breton), tantôt à un éventuel saint Mellec, compagnon de saint Efflamm...
Elle est le centre du fameux Festival de Lanvellec et du Trégor et est célèbre pour son orgue.

## Géographie
La commune de Lanvellec se situe entre les communes de Plouzélambre et Treduder au nord, Plufur à l'ouest, Plounérin et Plounevez-Moedec au sud, et Plouaret à l'est.
Elle englobe le bourg de Saint Carré, célèbre pour sa « chapelle », qui a plutôt les dimensions d'une église, et pour les larges photos en noir et blanc accrochées aux murs des maisons.
| Tréduder  | Plouzélambre |                  |
| Plufur    | Lanvellec    | Plouaret         |
| Plounérin |              | Plounévez-Moëdec |

### Hydrographie
Pour un article plus général, voir Réseau hydrographique des Côtes-d'Armor.
La commune est située dans le bassin Loire-Bretagne. Elle est drainée par le Roscoat, le Dour Elego, le Bouilleno et le Rozanbo,,.
Le Roscoat, d'une longueur de 13 km, prend sa source dans la commune  et se jette  dans la Manche à Tréduder, après avoir traversé cinq communes. 

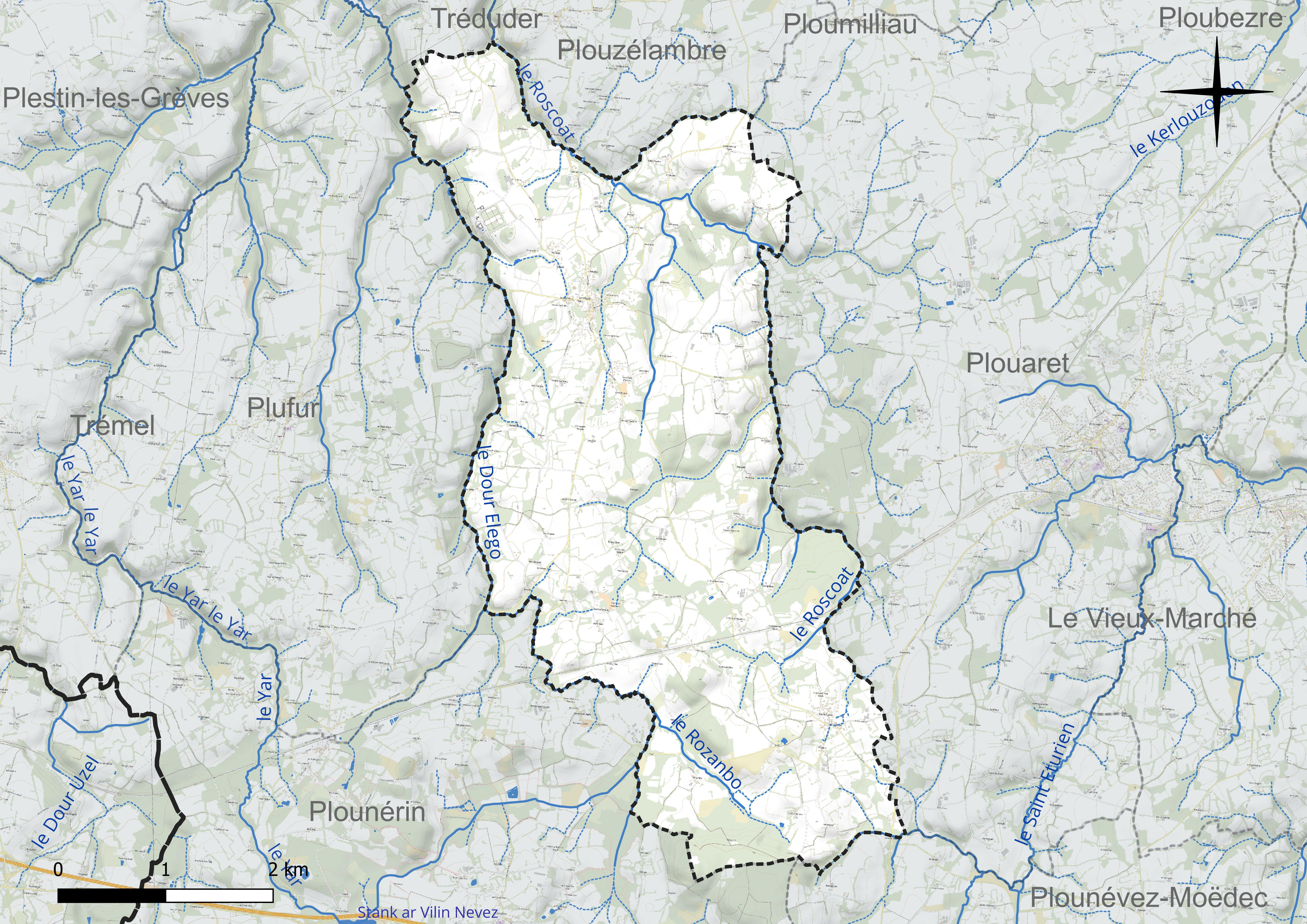
Réseau hydrographique de Lanvellec.

### Climat
Pour des articles plus généraux, voir Climat de la Bretagne et Climat des Côtes-d'Armor.
En 2010, le climat de la commune est de type climat océanique franc, selon une étude du Centre national de la recherche scientifique s'appuyant sur une série de données couvrant la période 1971-2000. En 2020, Météo-France publie une typologie des climats de la France métropolitaine dans laquelle la commune est exposée à un climat océanique et est dans la région climatique Finistère nord, caractérisée par une pluviométrie élevée, des températures douces en hiver (6 °C), fraîches en été et des vents forts. Parallèlement l'observatoire de l'environnement en Bretagne publie en 2020 un zonage climatique de la région Bretagne, s'appuyant sur des données de Météo-France de 2009. La commune est, selon ce zonage, dans la zone « Intérieur », exposée à un climat médian, à dominante océanique.  
Pour la période 1971-2000, la température annuelle moyenne est de 10,9 °C, avec  une amplitude thermique annuelle de 10,3 °C. Le cumul annuel moyen de précipitations est de 993 mm, avec 15,2 jours de précipitations en janvier et 8 jours en juillet. Pour la période 1991-2020, la température moyenne annuelle observée sur la station météorologique la plus proche, située sur la commune de Lannion à 14 km à vol d'oiseau, est de 11,6 °C et le cumul annuel moyen de précipitations est de 929,5 mm,. Pour l'avenir, les paramètres climatiques de la commune estimés pour 2050 selon différents scénarios d'émission de gaz à effet de serre sont consultables sur un site dédié publié par Météo-France en novembre 2022.

## Urbanisme

### Typologie
Au 1er janvier 2024, Lanvellec est catégorisée commune rurale à habitat dispersé, selon la nouvelle grille communale de densité à 7 niveaux définie par l'Insee en 2022.
Elle est située hors unité urbaine. Par ailleurs la commune fait partie de l'aire d'attraction de Lannion, dont elle est une commune de la couronne,. Cette aire, qui regroupe 40 communes, est catégorisée dans les aires de 50 000 à moins de 200 000 habitants,.

### Occupation des sols
L'occupation des sols de la commune, telle qu'elle ressort de la base de données européenne d’occupation biophysique des sols Corine Land Cover (CLC), est marquée par l'importance des territoires agricoles (79,1 % en 2018), en diminution par rapport à 1990 (80,5 %). La répartition détaillée en 2018 est la suivante : 
zones agricoles hétérogènes (58 %), terres arables (20,4 %), forêts (18,5 %), zones urbanisées (2 %), prairies (0,7 %), milieux à végétation arbustive et/ou herbacée (0,5 %). L'évolution de l’occupation des sols de la commune et de ses infrastructures peut être observée sur les différentes représentations cartographiques du territoire : la carte de Cassini (XVIIIe siècle), la carte d'état-major (1820-1866) et les cartes ou photos aériennes de l'IGN pour la période actuelle (1950 à aujourd'hui).

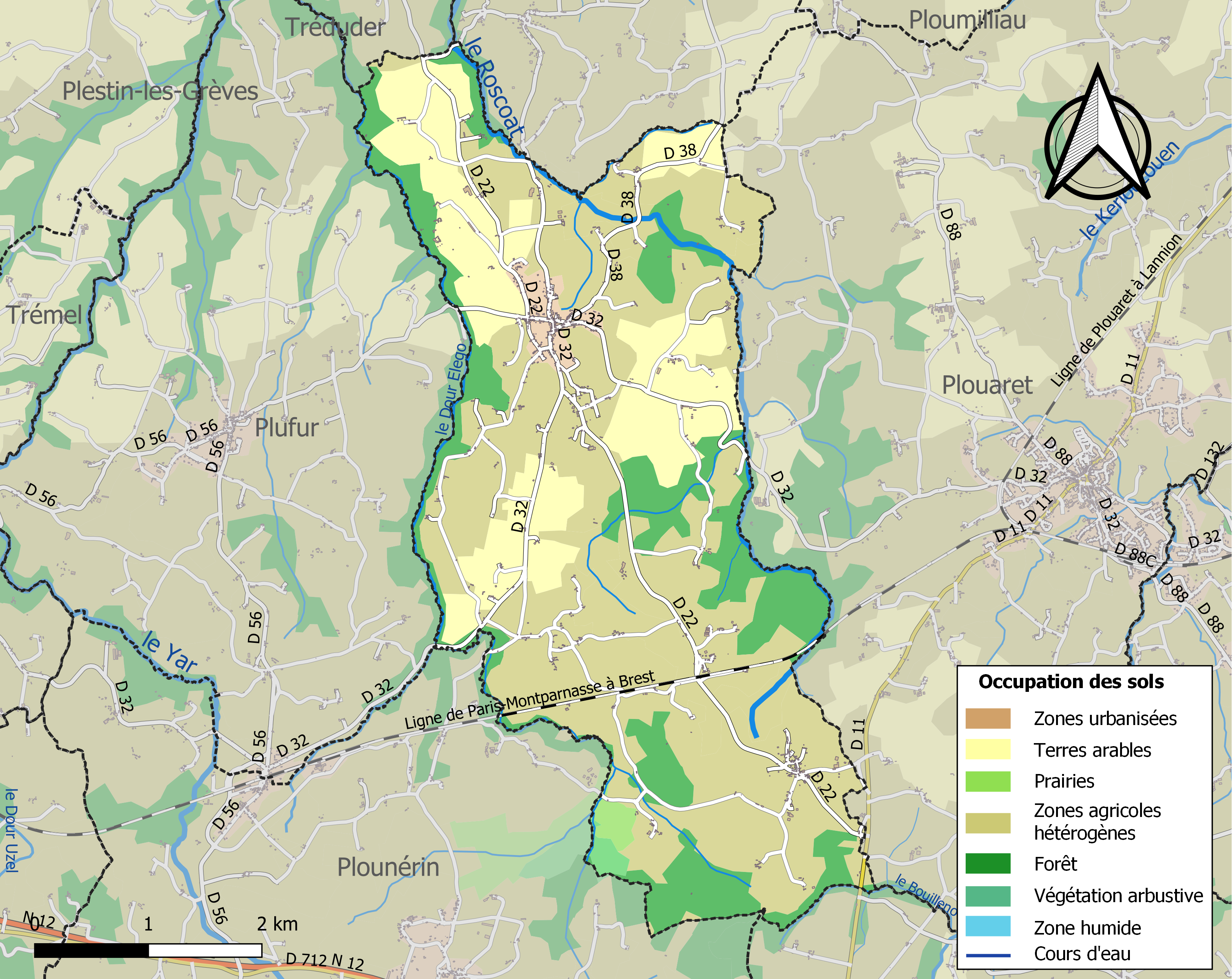
Carte des infrastructures et de l'occupation des sols de la commune en 2018 (CLC).

## Toponymie
Le nom de la localité est attesté sous les formes Lanvoleuc vers 1330, Lanmeleuc fin du XIVe siècle, Lanmellec en 1427, Lanmelec et Lanveleuc en 1439, Lanvelec en 1516, Lanmellec en 1543, Lanvellec en 1590.
Lanvellec viendrait de Lan-veïnnec (« lieu rempli de pierres »), de Lan ar Bellec (« lieux, endroit du prêtre »), ou ferait référence à Mellec, hypothétique compagnon de saint Efflamm.

## Histoire

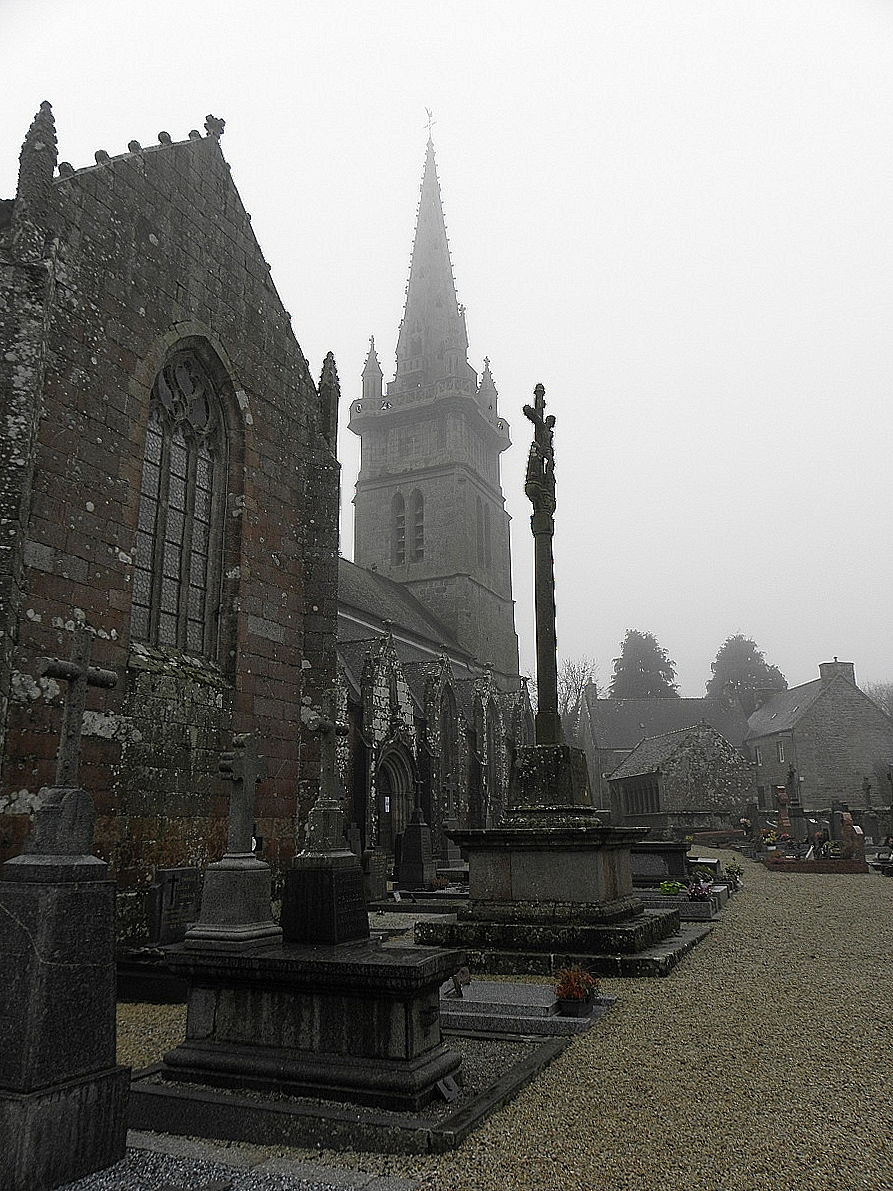
L'enclos paroissial.

### Moyen-Âge
La paroisse de Lanvellec, enclavée dans l'évêché de Tréguier, faisait partie du doyenné de Lanmeur relevant de l'évêché de Dol et était sous les vocables des saint Brandan et saint Samson.
L'église paroissiale est consacrée à saint Brandan, grand navigateur irlandais du VIe siècle. En 1353, le pape Clément IV accorde une bulle d'indulgences pour reconstruction de l'église de Lanvellec, endommagée par la guerre.
Selon Erwan Léon, les quévaises de la frairie de Saint-Carré auraient été des exploitations agricoles de 1,5 à une dizaine d'hectares, pour une superficie moyenne de 5,3 ha en terres labourables et prés ».

### La Renaissance et l'Époque moderne
L'église est à nouveau réédifiée à la fin du XVIe siècle et consacrée en 1607. L'édifice subsiste alors jusqu'au milieu du XIXe siècle.
Autour de l'église, à l'intérieur de l'enclos paroissial, se trouvent le cimetière et l'ossuaire . Ce dernier traité dans le goût du gothique flamboyant, est daté de la fin du XVe siècle. Elle accueille un orgue Robert Dallam daté de 1653.

### LeXIXesiècle
L'église paroissiale est à nouveau reconstruite de 1858 à 1868 sur les plans du sculpteur Yves Hernot.
Son mobilier de goût néo-gothique est l'œuvre des Le Merrer, sculpteurs lanvellecois. L'histoire de l'église est marquée par celle du château de Rosanbo, duquel provient le maître-autel du XVIIe siècle.
En 1898 les religieuses ont à Lanvellec 114 élèves et l'institutrice publique n'en a qu'une seule : la fille de l'instituteur.

### LeXXesiècle

#### Les guerres duXXesiècle
Le monument aux morts porte les noms de 76 soldats morts pour la Patrie :
- 65 sont morts durant la Première Guerre mondiale ;
- 10 sont morts durant la Seconde Guerre mondiale ;
- 1 est mort durant la guerre d'Algérie.

## Festival de Lanvellec et du Trégor
Né de la volonté de faire vivre l'orgue Robert Dallam, pièce unique au monde, il est organisé chaque année dans l'église paroissiale depuis 1986, par l'association RIMAT (Rencontres Internationales de Musique Ancienne en Trégor) et est devenu un haut lieu de la musique ancienne et notamment baroque. Il s'accompagne régulièrement d'un marché médiéval qui envahit le bourg et donne à voir de fabuleux costumes.

## Politique et administration

### Liste des maires
| Période                                  | Période                       | Identité                       | Étiquette    | Qualité |
| ---------------------------------------- | ----------------------------- | ------------------------------ | ------------ | --- |
| Les données manquantes sont à compléter. |                               |                                |              | |
| ca. 1910                                 |                               | Raymond Le Peletier de Rosanbo | Monarchiste  | Propriétaire-exploitant Député des Côtes-du-Nord (1903 → 1910) Conseiller général de Plestin-les-Grèves (1895 → 1913) |
| ca. 1930                                 |                               | Louis Le Peletier de Rosanbo   | Conservateur | |
| Les données manquantes sont à compléter. |                               |                                |              | |
| 1944                                     | janvier 1956 (décès)          | Isidore Teurnier               | PCF          | Cultivateur Conseiller général de Plestin-les-Grèves (1945 → 1955)                                                    |
| janvier 1956                             | 1960                          | Pierre Marie Lozac'h           | Rad.         | |
| 1960                                     | mars 1965                     | Pierre Sérillon                |              | |
| mars 1965                                | mars 1971                     | Louis Buanec                   |              | |
| mars 1971                                | mars 1983                     | Pierre Sivillon                | PCF          | |
| mars 1983                                | 24 mars 2001                  | Albert Le Coat (1930-2012)     | PCF (app.)   | Agriculteur retraité Premier adjoint au maire (1971 → 1983)                                                           |
| 24 mars 2001                             | 22 septembre 2005 (démission) | André Thieffry                 |              | Agriculteur retraité                                                                                                  |
| 22 septembre 2005                        | En cours (au 23 mai 2020)     | François Prigent               | PS           | Cadre commercial retraité, ancien premier adjoint Réélu pour le mandat 2020-2026                                      |

## Démographie
| 1793  | 1800  | 1806  | 1821  | 1831  | 1836  | 1841  | 1846  | 1851  |
| ----- | ----- | ----- | ----- | ----- | ----- | ----- | ----- | ----- |
| 1 611 | 1 086 | 1 420 | 1 584 | 1 767 | 1 835 | 1 810 | 1 884 | 1 931 |

| 1856  | 1861  | 1866  | 1872  | 1876  | 1881  | 1886  | 1891  | 1896  |
| ----- | ----- | ----- | ----- | ----- | ----- | ----- | ----- | ----- |
| 1 943 | 1 953 | 1 965 | 1 962 | 1 964 | 1 836 | 1 741 | 1 659 | 1 636 |

| 1901  | 1906  | 1911  | 1921  | 1926  | 1931  | 1936  | 1946 | 1954 |
| ----- | ----- | ----- | ----- | ----- | ----- | ----- | ---- | ---- |
| 1 461 | 1 546 | 1 472 | 1 332 | 1 221 | 1 144 | 1 008 | 914  | 810  |

| 1962 | 1968 | 1975 | 1982 | 1990 | 1999 | 2004 | 2006 | 2009 |
| ---- | ---- | ---- | ---- | ---- | ---- | ---- | ---- | ---- |
| 688  | 649  | 582  | 590  | 594  | 537  | 548  | 549  | 544  |

| 2014 | 2019 | 2022 | - | - | - | - | - | - |
| ---- | ---- | ---- | - | - | - | - | - | - |
| 581  | 591  | 602  | - | - | - | - | - | - |

## Lieux et monuments
- Château de Rosanbo (XIVe siècle), visitable de Pâques à septembre.
- Église Saint-Brandan, orgue Robert Dallam de 1653, qui est aujourd'hui le noyau central du fameux Festival de musique ancienne du Trégor.
- Ossuaire de Lanvellec, du XVe siècle, classé monuments historiques en 1924.
- Chapelle Saint-Maudez, au titre des monuments historiques par arrêté du 4 mars 1964[30].
- Chapelles Saint-Goulven (voir : Retable de la chapelle Saint-Goulven de Lanvellec et Vierge à l'Enfant de la chapelle Saint-Goulven de Lanvellec), Saint-Maudez, Saint-Loup et Saint-Connay.
- Église ou chapelle Notre-Dame-de-Pitié à Saint Carré.

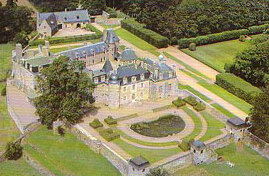
Le château de Rosambo.
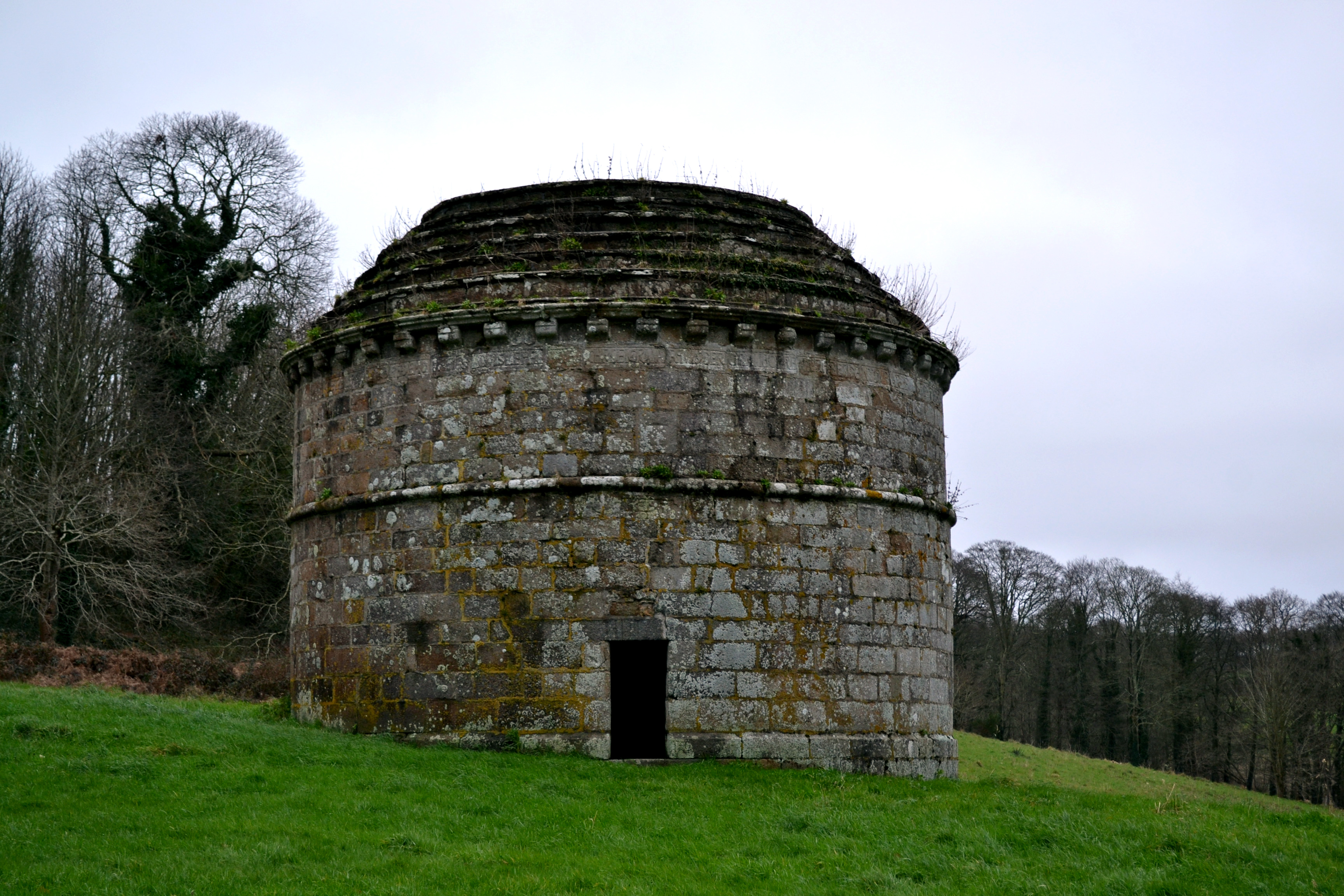
Colombier du château
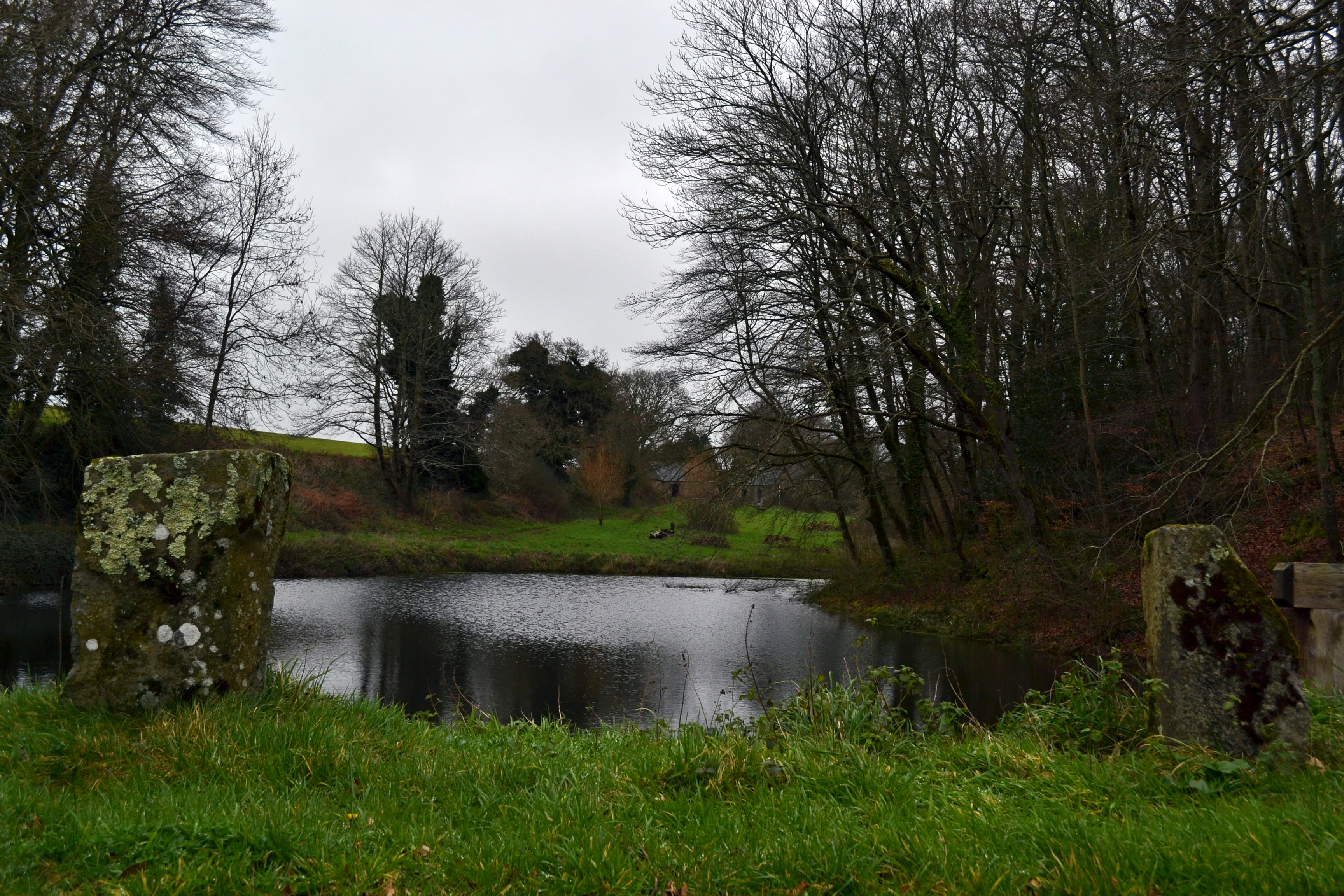
Étang dans le parc du château
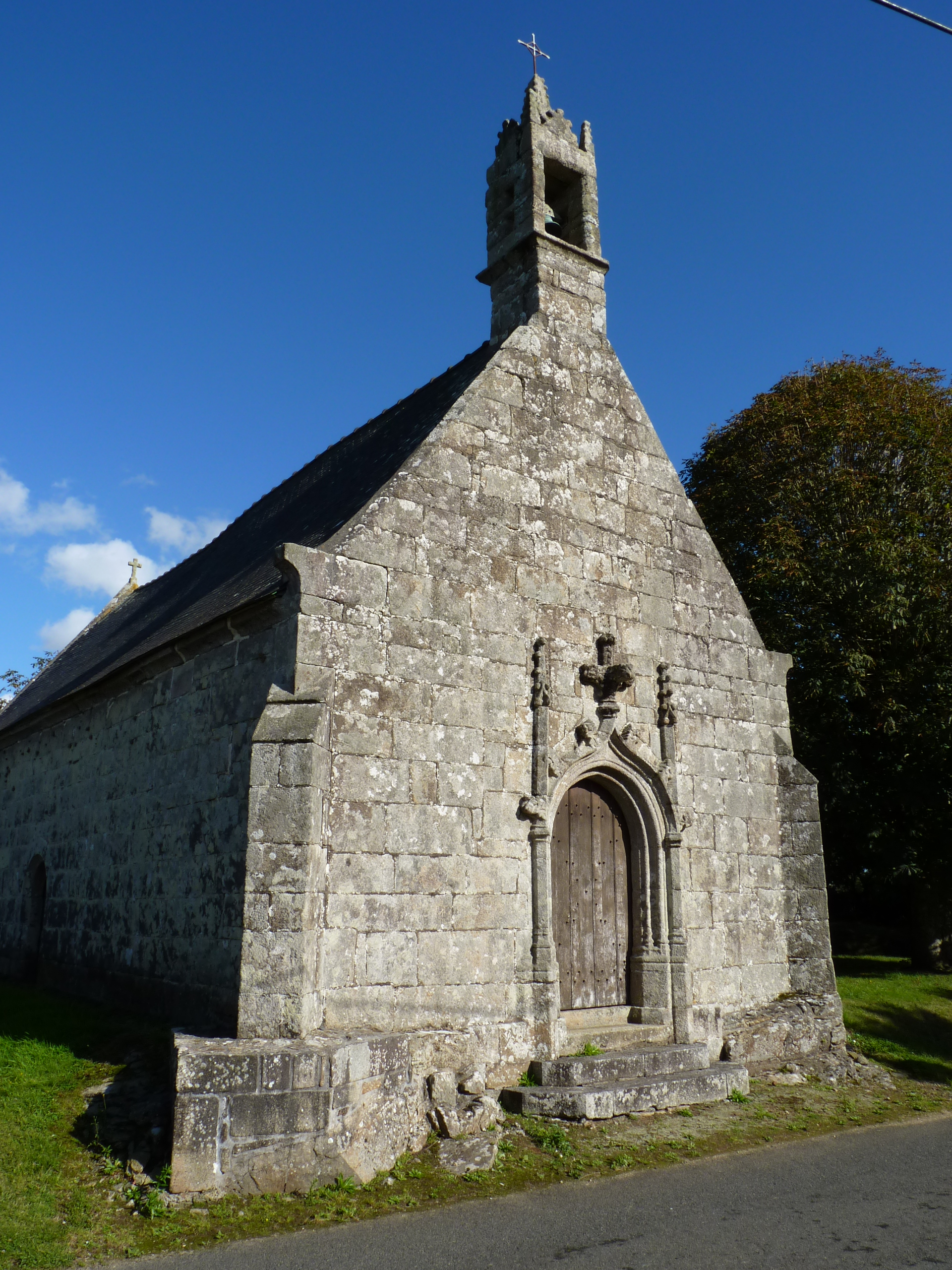
La chapelle Saint-Maudez.
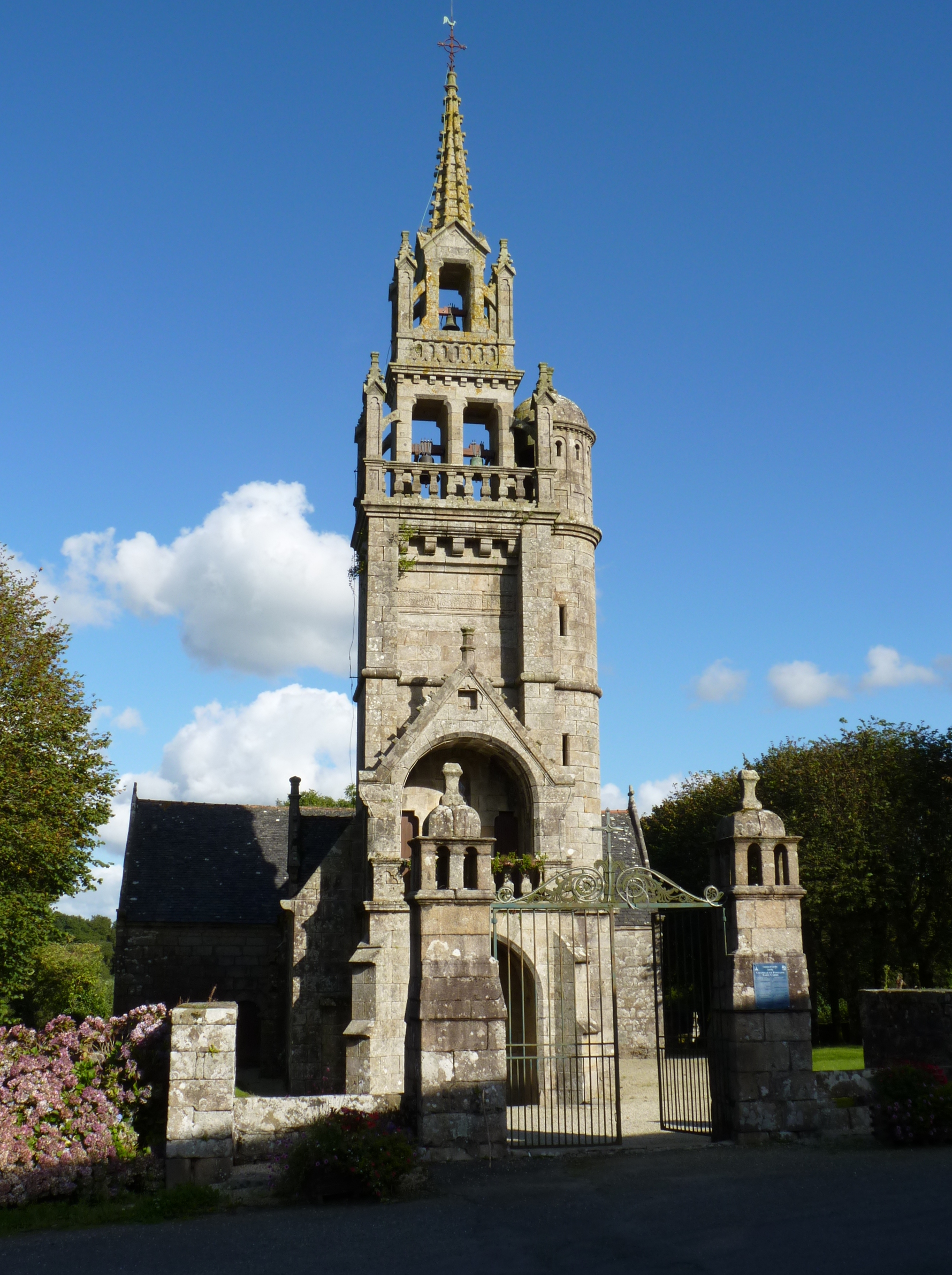
La chapelle Notre-Dame de Pitié.
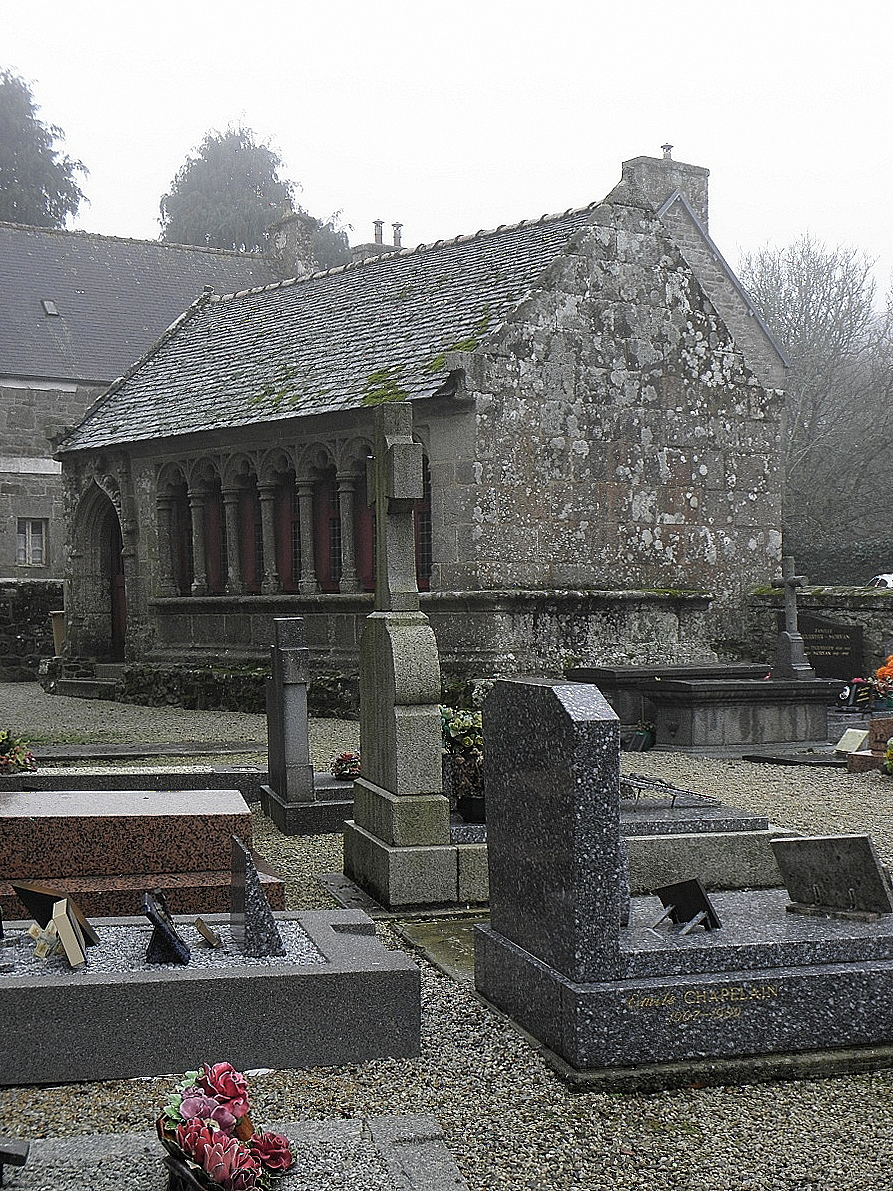
L'ossuaire de l'énclos paroissial.

## Personnalités liées à la commune
- Constance Le Mérer, née le 24 septembre 1857 à Lannion, décédée le 4 septembre 1945 à Lannion, institutrice (notamment à Lanvellec où elle a recueilli des gwerz jusqu'à la fin de la Première Guerre mondiale). Ses 31 cahiers de collecte ont été découverts à Lannion dans un grenier en 2013[31].